# Oleg Krasilnichenko
Oleg Sergeyevich Krasilnichenko (tiếng Nga: Олег Сергеевич Красильниченко; sinh ngày 21 tháng 1 năm 1997) là một cầu thủ bóng đá người Nga thi đấu cho F.K. Spartak-2 Moskva.

## Sự nghiệp câu lạc bộ
Anh có màn ra mắt tại Giải bóng đá Quốc gia Nga cho F.K. Spartak-2 Moskva vào ngày 8 tháng 7 năm 2017 trong trận đấu với FC Sibir Novosibirsk.